# Saint-Denis, Gard
Saint-Denis là một xã ở tỉnh Gard. Xã này có diện tích 3,65 kilômét vuông, dân số năm 1999 là 200 người. Khu vực này có độ cao trung bình 200 mét trên mực nước biển.